# Molophilus binyana
Molophilus binyana là một loài ruồi trong họ Limoniidae. Chúng phân bố ở miền Australasia.